# Garra Dembélé
Garra Dembélé (født 21. februar 1986 i Mali i Afrika) er en fransk fodboldspiller, der spillede i AGF efter, at holdet tegnede en korttidskontrakt med ham gældende til udgangen af 2007, hvilken de dog opsagde i starten af november 2007. Dagen i dag er han kontraktløs (pr. 28. april 2014).
Han stoppede i AJ Auxerre, uden at havde opnået en kamp på deres 1.hold, af disciplinære årsager, blandt andet mistede han sit kørekort.
Han har bl.a. været til prøvetræning ved FCK, Barnsley F.C., Newcastle og Leeds.
Mens han var til prøvetræning hos en klub fra Rom – enten AS Roma eller Lazio, blev han anklaget for voldtægt mod en amerikansk student under et besøg på en natklub. Han kunne ikke selv huske hændelsen. Han var fængslet i nogle uger, mens undersøgelsen stod på, og herefter frikendt.